# Simeón de Moscú
Simeón Ivánovich Gordyi (el Soberbio) (Семён Иванович Гордый en el alfabeto ruso) (7 de noviembre de 1316 – 27 de abril de 1353, Moscú), fue príncipe de Moscú y Gran Príncipe de Vladímir. Simeón continuó la política de su padre, Iván I de Rusia, de apoyar a la Horda de Oro y actuó como su principal fuerza en Rusia. El gobierno de Simeón estuvo marcado por resistencias políticas y militares regulares contra la República de Nóvgorod y Lituania. Sus relaciones con los principados rusos fueron pacíficos cuando no pasivos: Simeón permaneció al margen de los conflictos entre príncipes subordinados. Recurrió a la guerra solo cuando esta resultó inevitable. Un periodo relativamente tranquilo para Moscú acabó cuando la Peste Negra que se llevó la vida de Simeón y la de sus hijos en 1353.

## Biografía
En 1340, Simeón, el hijo mayor de Ivan Kalitá, se apostó en Nizhni Nóvgorod. Al recibir noticias de la muerte de su padre, Simeón y sus hermanos Andrés e Iván se marcharon a la Horda de Oro en busca de la autorización (yarlyk, jarlig) de Uzbeg Khan para asumir el título de Gran Príncipe. Los rivales Constantino de Tver y Constantino de Súzdal también rindieron homenaje al Jan, proclamando precedencia sobre los príncipes moscovitas. Simeón ganó la autorización sobornando a la comitiva del Jan; los príncipes de Tver y Súzdal tuvieron que reconocer su superioridad; Uzbeg también extendió su benevolencia a la descendencia de Simeón. También se le concedió el título ceremonial de epi trapezes offikios (en griego, ό επί τραπέζης όφφίκιος) por el Imperio bizantino, que pueden traducirse más o menos por senescal o stólnik.
En el mismo 1340, Simeón se implicó en su primera resistencia militar con Veliki Nóvgorod. Simeón reclamaba su derecho a recaudar impuestos en la ciudad novgorodiana de Torzhok. Los boyardos de Torzhok encerraron a los recaudadores de Simeón y pidieron ayuda a Nóvgorod. Simeón y el metropolitano Teognosto rápidamente organizaron una coalición de príncipes contra Nóvgorod, señalando que "Ellos [los novgorodianos] hicieron la guerra y la paz con quien quisieron, sin consultar a nadie. Nóvgorod no considera a toda Rusia, y no obedecerá a su Gran Príncipe", refiriéndose a las incursiones de Nóvgorod en Ustyuzhna y Béloe Ózero. Conforme a las fuerzas de la coalición se acercaban a las tierras novgorodianas, el pueblo de Torzhok se rebeló contra los boyardos y se pusieron del lado de las tropas moscovitas. La República de Nóvgorod aceptó el hecho y cedió todos los impuestos de la región de Torzhok, estimados en 1.000 rublos en plata anualmente, a Simeón quien accedió a honrar la existente carta urbana.
En 1341, poco después de la despedida del ejército de coalición moscovita, Algirdas (entonces príncipe de Vítebsk, aliado con el príncipe de Smolensk) asedió Mozhaysk. Al conocer la muerte de Gediminas, Algirdas se vio obligado a abandonar la campaña antes de que Simeón pudiera organizar una respuesta militar. Uzbeg Khan, el soberano de Simeón, murió poco después; su sucesor, Jani Beg, aseguró el control de la Horda a través del asesinato de sus hermanos. Simeón y Teognosto tuvieron que viajar de nuevo a la Horda. Jani Beg confirmó a Simeón en sus derechos y le dejó marchar, pero mantuvo a Teognosto como rehén para obtener dinero de la iglesia; con el tiempo, Teognosto fue liberado a cambio de 600 rublos.
Simeón se casó con Augusta (Anastasia), hermana de Algirdas. Después de que ella muriera en 1345, Simeón se casó con Eupraxia de Smolensk, pero pronto la devolvió a su familia, señalando que Eupraxia estaba maldita desde la boda y "parece que está muerta cada noche". Eupraxia se volvió a casar, con el príncipe Fominsky, y Simeón se casó con María de Tver; sus cuatro hijos murieron en la infancia.
A lo largo de los años 1340 las campañas militares lituanas y suecas y el desarreglo político interno disminuyeron la influencia de la República de Nóvgorod. Simeón, cuyo título de Gran Príncipe lo obligaba a proteger Nóvgorod, fue renuente a hacerlo, como si esperara que la debilitada república cayera por su propio beneficio. En 1347, cuando los novgorodianos pidieron su ayuda contra los suecos, Simeón envió a su hermano Iván y Constantino de Rostov; los enviados rechazaron luchar por los novgorodianos. Simeón mismo estaba ocupado compensando la influencia de los lituanos en la Horda, mientras dio refugio a dos príncipes renegados lituanos como potenciales pretendientes a la corona lituana. Manipuló a Jani Beg para que creyera que la creciente influencia lituana se convertiría a la amenaza más importante para la Horda. Jani Beg al final estuvo conforme con los enviados de Simeón (de etnia mongola) y extraditó a los enviados lituanos entregándolos a merced de Simeón. Simeón prefirió firmar una tregua con Algirdas, liberando a los prisioneros y asegurando matrimonios entre los príncipes lituanos y las novias rusas. El matrimonio del pagano Algirdas con la ortodoxa Uliana de Tver, ilícita desde el punto de vista de la iglesia, fue no obstante aprobada por Teognosto; dio a luz a Jogaila.
En 1351–1352 Simeón se alzó en armas contra Algirdas sobre el control de pequeñas ciudades en la región de Smolensk. Este conflicto de nuevo, no se desarrolló hasta ser guerra abierta porque Algirdas prefirió negociar antes que luchar. Aunque la primera ronda de negociaciones fue rota por los lituanos, Simeón  aseguró las ciudades en disputa para Moscovia. Esta campaña fue el último acto de la vida de Simeón.
La Peste Negra fue documentada en lo que hoy es Rusia Meridional y Ucrania ya en el año 1346. Llegó a Escandinavia en 1349, Pskov a principios de 1352 y Nóvgorod en agosto de 1352; a finales del año está documentado que habían muerto dos tercios de habitantes de Pskov. La misma pauta se repitió en Lituania y en Rusia nororiental. En 1353 la epidemia llegó a Moscú, matando a Teognosto, Simeón, sus dos hijos y su hermano Andrés que sobrevivido a Simeón en seis semanas.
Antes de su muerte en 1353, Simeón hizo votos monásticos y asumió el nombre de Sozont. Instaló a Alejo como metropolitano de Moscú, sucesor del fallecido Teognosto, y aseguró un provechoso patrimonio para María. El testamento de Simeón está considerado el primer uso de papel en Rusia, pues previamente se usó pergamino. 
Simeón  está enterrado en la Catedral del arcángel Miguel en el Kremlin de Moscú.